# Prunus slavinii
Prunus slavinii är en rosväxtart som beskrevs av Edward Palmer. Prunus slavinii ingår i släktet prunusar, och familjen rosväxter. Inga underarter finns listade i Catalogue of Life.